# Spodotaenia
Spodotaenia is een kevergeslacht uit de familie van de boktorren (Cerambycidae). De wetenschappelijke naam van het geslacht werd voor het eerst geldig gepubliceerd in 1884 door Fairmaire.

## Soorten
Spodotaenia is monotypisch en omvat slechts de volgende soort:
- Spodotaenia basicornis Fairmaire, 1884